# La casa de tiza
La casa de tiza és una pel·lícula espanyola de terror dirigida per Ignacio Tatay i protagonitzada per Elena Anaya. La pel·lícula està produïda per la productora d'Àlex de l'Església i Carolina Bang Pokeepsie Films.

## Sinopsi
La trama de la pel·lícula segons l'Acadèmia del Cinema d'Espanya: «Paula i el seu marit tornen d'un sopar quan sobtadament es troben amb una noia passejant sola per la carretera. Dues setmanes més tard, després de conèixer que ningú la reclama, decideixen acollir-la a casa seva temporalment i així també fer un gir a la seva vida de parella. No serà fàcil, ja que la noia viu obsessionada amb la fantasia d'un monstre que la castigarà si surt d'un quadrat de guix pintat a terra. Després del fort vincle que creen totes dues, la Paula iniciarà un viatge per camins foscos per intentar descobrir l'enigma del passat de la nena».

## Repartiment
- Elena Anaya com a Paula
- Pablo Molinero com a Simón
- Eva Tennear com a Clara
- Eva Llorach com a Maite
- Carlos Santos com a Eduardo
- Esther Acebo com a Claudia
- Eloy Azorín com a Beltrán
- Mona Martínez com a Arana
- Sonia Almarcha com a Gloria

## Rodatge
El rodatge de la pel·lícula va ser posposat per la crisi sanitària a causa de la pandèmia per la COVID-19. Després de l'aturada, el juliol de 2020, va ser reprès, tenint lloc en diferents localitzacions de la Comunitat de Madrid i es va prolongar durant set setmanes.